# Nissin Miojo da Turma da Mônica
Nissin Miojo da Turma da Mônica e Nissin Miojo da Turma do Chico Bento são marcas de macarrão instantâneo da Nissin com personagens licenciados da Turma da Mônica e Turma do Chico Bento, lançado em 1986.

## Características
As embalagens são licenciadas com personagens da Mauricio de Sousa Produções, como Mônica, Cebolinha, Cascão, Magali e Chico Bento. Os sabores atuais são tomate, caldinho de feijão, canja de galinha, carne, galinha, milho na manteiga e galinha caipira com tomate. Entre os sabores fora de linha, está ao sugo.
A publicidade era feita tanto em comerciais de televisão quanto nos quadrinhos da Turma da Mônica. A publicidade infantil não era bem regulamentada no Brasil nos anos 80, com a marca de miojos utilizando-se de marketing agressivo. Na época, as peças publicitárias afirmavam que o miojo era "super nutritivo", "fonte de vitaminas" e "100% natural". Na realidade, o miojo é um alimento ultraprocessado com altas quantidades de calorias e sódio.